# 1907年中国
| 中国历史 / 中国历史年表                                                                                                   |
| 世紀： 19世纪中国 / 20世纪中国 / 21世纪中国                                                                               |
| 年代： 1870年代中国 / 1880年代中国 / 1890年代中国 / 1900年代中国 / 1910年代中国 / 1920年代中国 / 1930年代中国             |
| 年份： 1903年中国 / 1904年中国 / 1905年中国 / 1906年中国 / 1907年中国 / 1908年中国 / 1909年中国 / 1910年中国 / 1911年中国 |
| 纪年： 丁未年（羊年） |

## 大事記
- 中國同盟會海防分會成立，僑商劉岐山任會長[1]:100。
- 出口貨值銀2.64380697億兩，進口貨值銀4.16401369億兩，貿易逆差為1.52020672億兩；全國徵貨稅銀3386.1346萬兩[1]:100。
- 張謇在崇明創設大生紗廠，資本100萬兩銀，紗錠2.6萬支[1]:100。
- 僑商顧潤章、王光等人在漢口創辦揚子江機器廠，資本45萬元[1]:100。
- 英國人A.斯坦因掠走敦煌莫高窟寫本文書24箱和繪、繡的佛畫五箱[1]:100。

### 1月
- 孫中山就日本報紙攻擊誹謗中國同盟會一事，對東京中國同盟會員發表談話，稱「常人毁譽，無足輕重者」，「吾黨行事，一本義理，義理所在，雖毁何傷？懸此目的，務使達到而後已。天下後世，自有定評。日報所稱，何足芥蒂！」[1]:61
- 孫中山在東京會晤宋教仁、胡漢民等，商討如何對待梁啟超提出休戰——《民報》與《新民叢報》「不互相攻擊」，反「可以許其調和」，決心繼續論戰[2]:368。
- 1月1日——清廷自開廣西南寧為商埠[1]:57。
- 1月4日——光復會會員陶成章在日本東京加入中國同盟會，任留日會員浙江分會會長[1]:57。
- 1月5日——孫中山在東京訪晤日本作家池亨吉（日语：池亨吉），告以萍瀏醴起義後，「風雲忽急，全國震蕩」，吾黨決乘此時機，「即將傳檄十八省會黨，聯絡聲氣，立刻舉事」，占據廣東省城，黃興將先期前往，並邀池亨吉參加舉事活動；黃興赴香港籌劃革命，宋教仁代理中國同盟會本部庶務幹事[1]:57。
- 1月10日——孫中山以中華共和國革命軍大總統名義照會各地同志會黨，速舉義師，並嚴禁侵犯姦淫及妨害外國人之情事；宋教仁在東京訪徐佛蘇，徐代梁啟超向宋疏通，願與革命派和平發言，不相攻擊[1]:58。
- 1月11日——孫中山在東京晤宋教仁、胡漢民等，商討梁啟超所提《民報》與《新民叢報》雙方「互不相攻擊」之要求，孫反對調和，堅持將論戰進行到底[1]:59。
- 1月14日——秋瑾在上海創辦《中國女報》，月刊，發行兩期，3月停刊；寬城子、吉林、齊齊哈爾、哈爾濱、滿洲里開為商埠[1]:59。
- 1月16日——清廷命黑龍江將軍程德全嚴飭認真兜剿馬賊[1]:59-60。
- 1月18日——清廷在保定設通國武備學堂，附屬陸軍部，學生由各省保送，每省限定百名[1]:60。
- 1月23日——漢口道捕獲謀在漢口起事之革命黨朱子龍、胡瑛等；河南汴洛鐵路通車[1]:60。
- 1月26日——清廷自開河南開封府南關為商埠[1]:60。
- 1月27日——端方捕獲中國同盟會會員孫少侯（毓筠），3月26日判孫監禁五年；清廷命署吉林將軍達桂、署黑龍江將軍程德全迅速妥籌，於俄兵撤退後，即派得力兵隊填扎，並認真剿捕土匪，務保治安[1]:61。
- 1月31日——俄兵自哈爾濱撤退[1]:61。

### 2月
- 2月1日——中國同盟會會員秋瑾抵達浙江金華、蘭溪聯絡會黨，訪龍華會首蔣樂山，謀浙江舉義[1]:61。
- 2月3日——東京革命黨人舉行劉道一追悼會，孫中山作七律一首以挽之[1]:62。
- 2月6日——日本宣布中國留日學生共1.786萬人[1]:62。
- 2月7日——清廷准外務部、郵傳部會奏《中英公司訂定廣九鐵路借款合同》[1]:62。
- 2月8日——直隸總督袁世凱為消除革命黨在海外活動，向清廷獻「拔本塞源」四策，其中第一策：「與日政府交涉，驅逐孫文，查禁革命黨」，奏稱「革命排滿之說，以孫中山為罪魁」，「應責成駐日使臣隨時查訪逆情，向日政府按公法理論」，「凡華人在彼國購辦軍械有謀為不軌實迹者，固然須切實查拿懲辦」，「即倡言排滿革命，煽惑人心，妨我治安者，亦應一律嚴禁」，「使逆酋無托足之區」[1]:62。
- 2月9日——中日訂立《推廣漢口租界專條》[1]:62。
- 2月12日——清廷命班禪額爾德尼，俟藏務大定後，候旨陛見，並命達賴喇嘛現在留住西寧，着暫緩來京[1]:62。
- 2月13日——清慶親王奕劻遵西太后諭旨，致函日本韓國總監伊藤博文，要求日本政府驅逐孫中山出境，伊藤博文與內田良平計議，決定勸孫中山自行離開日本；康有為將保皇會改組為「帝國憲政會」，對外國稱「中華帝國憲政會」[1]:62。
- 2月15日——黃興抵香港後，因廣東戒嚴，香港亦難居，遂返抵東京，當即向孫中山報告在香港活動情況[1]:63。
- 2月18日——上海輪船招商局開股東會議，議定按照商律改歸商辦[1]:63。
- 2月19日——孫中山派許雪湫謀舉義於廣東潮州，因泄露風聲，卒不果動；兩江總督端方奏請將江南關所屬支應、籌防、籌款三局歸併，改設江南財政總局，以繼昌為總辦[1]:63。
- 2月21日——吉林將軍達桂電外務部，俄騎兵攜帶巨炮侵入蒙古境內[1]:63。
- 2月23日——稅務處奏准裁撤粵海關廣屬各口[1]:63。
- 2月24日——黃興邀宋教仁等商談運動遼東馬俠（即「馬賊」），參加革命[1]:63。
- 2月25日——日人內田良平在東京赤坂三河屋設宴為孫中山餞行，章太炎、宋教仁、胡漢民、宮崎寅藏等出席[1]:63。
- 2月28日——黃興在東京因國旗圖式之設計，與孫中山爭論激烈，並欲退出中國同盟會，旋為顧全大局，勉從孫意[1]:64。

### 3月
- 闕麟書由日本抵達上海，與秋瑾、陳伯平、尹銳志等光復會會員多次聚會，旋偕秋瑾赴杭州，與張恭、竺紹康、王金發等人密謀浙江起事[1]:68。
- 3月1日——俄兵自北滿洲全部撤退，同日南滿洲日兵撤去第十五、第十六兩師團；日本南滿鐵道株式會社設本社於大連，支社於東京[1]:64。
- 3月3日——清廷諭雲貴總督岑春煊與四川總督錫良互調；道清鐵路通車，全長183公里[1]:64。
- 3月4日——日政府允清政府所請，饋金勸孫中山離境，是日孫中山偕胡漢民啟程取道新加坡至河內，中國同盟會總理職務由黃興代理；清廷命閩浙總督丁振鐸開缺，以察哈爾都統松壽為閩浙總督；以廣州將軍誠勳為察哈爾都統；鑲藍旗漢軍都統景灃為廣州將軍[1]:64。
- 3月6日——《民報》第十二號出版，發表汪精衛、胡漢民文章與《新民叢報》論戰[1]:65。
- 3月7日——外務部與中英有限公司於北京訂立《廣九鐵路借款合同》，款額150萬鎊[1]:65。
- 3月8日——清廷以東三省日俄兩國兵隊已將撤盡，諭軍機大臣着盛京將軍悉心籌劃應辦事宜，力戒因循；禮部、學部奏准由學部附設禮學館；學部奏准《女子師範學堂章程》36條及《女子小學堂章程》26條[1]:65。
- 3月上旬——秋瑾至浙江諸暨、義烏、金華，4月中旬赴東陽、永康、縉雲等地，函召金華、處州各會黨首領入紹興謀浙省舉義事，前後來會者百餘人[1]:65。
- 3月16日——清廷諭林紹年署郵傳部尚書[1]:66。
- 3月19日——端方奏請籌建南洋大學[1]:66。
- 3月20日——黃興與宋教仁、白逾桓及日人末永節、古風在東京鳳樂園共進午餐，商赴遼東運動綠林武裝事[1]:66。
- 3月23日——宋教仁離開東京赴遼東，籌劃在東三省聯絡馬俠舉行起義[1]:66。是日至4月2日，帝國憲政會在美國紐約召開各埠代表大會，康有為作報告，會章確定「以君主立憲為宗旨」，「以君民共治，滿漢不分為本義」，具體綱領為尊帝室，擴民權，監督政府，講求憲政之事[1]:67。
- 3月25日——日清輪船公司成立，資本810萬元，日本政府出資80萬元，有汽船29隻，4月1日開業[1]:67。
- 3月下旬——孫中山在河內設立領導廣東、廣西、雲南武裝起義之總機關，河內、海防等地相繼成立中國同盟分會[1]:68。

### 4月
- 秋瑾手訂光復軍制，與徐錫麟、竺紹康、王金發、馬宗漢等開會商討通過，將嵊縣、武義、永康等地會黨編為八軍，行軍路線及起義日期亦有部署[1]:70。
- 陶成章與章太炎、張繼、蘇曼殊等在日本東京發起「亞洲和親會」，宗旨「在反對帝國主義，期使亞洲已失主權之民族各得獨立」，該會由中國印度兩國志士（日语：志士）發起，設總部於東京、中國、孟買、朝鮮、菲律賓、安南、美國等處，參加者有中國、印度、緬甸、菲律賓、馬來亞、朝鮮、日本等國志士[1]:70。
- 4月1日——日本南滿鐵道株式會社接收鐵道及其附屬各事業[1]:68。
- 4月2日——《神州日報》在上海創刊，中國同盟會會員右任為社長[1]:68。
- 4月3日——宋教仁為聯絡東三省馬俠舉義，建立中國同盟會遼東支部，是日偕白逾桓自日本抵達安東縣[1]:68。
- 4月4日——清廷諭准伍廷芳籌辦廣九鐵路事宜，4月25日復諭准伍廷芳、張振勳權理粵漢鐵路公司事宜[1]:68。
- 4月7日——外務部與英公使朱爾典商訂藏印商務章程事[1]:68。
- 4月8日——遼寧鳳凰廳大孤山馬俠李逢春邀宋教仁上山面談，表示贊成中國同盟會宗旨，願一致行動[1]:68。
- 4月9日——宋教仁致書馬俠李逢春等，勸「統集遼河東西、黑水南北之義軍，合為一團」，表示「欲與公等通好，南北交攻，共圖大舉」[1]:68。
- 4月10日——清外務部派庫倫辦事大臣延祉與俄人訂立外蒙古車臣汗伊魯旗金礦條約[1]:69。
- 4月12日——法部尚書戴鴻慈致書梁啟超，請解釋法部與大理院權限及開辦地方審判辦法[1]:69。
- 4月13日——奉天奏報馬賊肅清；外務部以日軍已撤離奉天，照會日公使林權助，請裁撤奉天城內及小西邊門外警察署及派出所，以維中國自治全權[1]:69。
- 4月15日——外務部尚書那桐與日公使林權助在北京訂立新（民屯）奉（天）、吉（林）長（春）鐵路借款合同；河南開（封）鄭（州）鐵路通車[1]:69。
- 4月16日——外務部照會日公使林權助，南滿鐵路應按中俄原約，由中日兩國集股合辦，日方置之不理[1]:69。
- 4月18日——外務部照會俄公使璞科第，請速飭俄商交還黑龍江新舊各金礦[1]:69。
- 4月19日——署吉林將軍達桂奏，吉林、長春、哈爾濱自開商埠[1]:69。
- 4月20日——清廷諭改盛京將軍為東三省總督兼管三省將軍事務，徐世昌補授東三省總督兼管三省將軍事務，並授為欽差大臣；奉天、吉林、黑龍江各設巡撫，由唐紹儀、朱家寶、段芝貴分任之[1]:69-70。
- 4月21日——清廷命大學士那桐兼署民政署尚書[1]:70。
- 4月23日——清廷命孫寶琦為出使德國大臣[1]:70。
- 4月25日——東京中國同盟會機關報《民報》出版臨時增刊——《天討》一書，內有「中華國民軍政府」署名之《討滿洲檄》、《諭保皇會檄》等革命文件多篇[1]:70。

### 5月
- 5月1日——孫中山致函陳楚楠、張永福，請轉李永龍速赴香港加入革命活動[1]:70-71。
- 5月2日——日公使林權助照會外務部，稱日本於奉天設警察署及派出所，於中國行政權「毫無侵涉」，5月7日外務部覆照林權助，日在奉設警察署及派出所，與現行條約不符，堅持應按約撤出[1]:71。
- 5月3日——清廷以四川總督岑春煊為郵傳部尚書，裁缺盛京將軍趙爾巽為四川總督；清廷任命梁敦彥充出使美、墨、秘、古大臣[1]:71。
- 5月5日——清廷命慶親王奕劻管理陸軍部，並察核各衙門事務[1]:71。
- 5月7日——御史趙啟霖奏段芝貴夤緣無耻，以天津歌妓獻於載振，並以10萬金為奕劻壽禮，遂得署黑龍江巡撫，是日清廷詔命醇親王載灃、大學士孫家鼐徹查；清廷諭令收回段芝貴署黑龍江巡撫成命，以程德全署黑龍江巡撫；清廷調出使荷蘭國大臣陸徵祥充保和會專使大臣，遺缺以錢恂繼任，李經方充出使英國大臣[1]:71。
- 5月11日——日公使林權助照會外務部，稱撫順千山台煤礦，煙台尾明山煤礦，按照日俄和約礦權應轉屬日本，否認華商對該二礦之所有權，拒絕交還千山台、尾明山兩礦[1]:71。
- 5月14日——滬寧鐵路常（州）無（錫）段工竣通車[1]:72。
- 5月16日——清廷以御史趙啟霖奏參段芝貴夤緣親貴不實，革職，次日都察院各御史為趙啟霖革職事集會商討[1]:72。
- 5月17日——清廷准載振奏請，開去其御前大臣、領侍衛內大臣、農工商部尚書各差缺[1]:72。
- 5月18日——清廷以鎮國公載澤為度支部尚書，調度支部尚書溥頲為農工商部尚書[1]:72。
- 5月19日——粵漢鐵路武（昌）岳（州）段開工[1]:72。
- 5月22日——中國同盟會黃岡之役，革命黨人余丑、陳湧波奉孫中山命率會黨700餘人發動潮州黃岡起義，是晚9時攻城，血戰一夜，次晨攻占黃岡；東三省總督徐世昌奏准東三省官制，奉、吉、黑三省各建行省公署，以總督為長官，巡撫為次官，設二廳、七司[1]:72。
- 5月23日——黃岡起義軍在舊都司衙門成立軍政府，舉陳湧波、余丑為正副司令，並以「大明都督府孫」或「廣東國民軍大都督孫」等名義發布文告及頒布紀律十餘款；西藏江孜開埠，英公使朱爾典請予藏民以劃押全權，俾與印員直接交涉，外務部卻之[1]:73。
- 5月25日——黃岡起義軍由陳湧波率一部向潮州、汫洲進發，清將黃金福率兵駐守，陳部進擊不勝，黃岡余丑聞報披發誓師，攻汫仍不取勝，次日清援兵大集，起義軍與敵激戰數小時，死傷甚眾，乃退回黃岡[1]:73。
- 5月27日——余丑、陳湧波等會議決定解散黃岡起義軍，余等由海道往香港，陳等藏匿於黃岡附近南嶺山，黃岡起義失敗，是役死難者94人，事後被捕犧牲者60餘人；清廷諭兩廣總督周馥、閩浙總督松壽，迅速會剿黃岡起義軍[1]:73。
- 5月28日——清軍進入黃岡，搜獲余丑等遺落之黨人名冊，按名逮捕，慘殺200餘人，次日廣東水師提督李淮率部趕至黃岡，又捕殺起義軍多人；清廷開缺兩廣總督周馥，補授郵傳部尚書岑春煊為兩廣總督，次日以陳璧為郵傳部尚書[1]:73。
- 5月30日——清總稅務司赫德與日公使林權助在北京簽訂《修訂大連海關試辦章程》[1]:73。
- 5月31日——中德兩國在北京簽訂《中德會定電報事宜合同》[1]:73。

### 6月
- 楊度在日本東京組織中國憲政講習會，該會宗旨「在於預備憲政進行之方法，以期憲政之實行」，選舉熊範輿為會長[1]:77。
- 項世澄、鮑咸昌等在上海等地設立五洲大藥房股份有限公司，資本銀100萬兩[1]:77。
- 6月1日——郵傳部派周長齡從日本接收新（民屯）奉（瀋陽）鐵路[1]:73。
- 6月2日——惠州七女湖之役，中國同盟會會員鄧子瑜奉孫中山命派陳純率會黨百數十人在惠州府歸善縣七女湖起義，奪取清兵防營槍械，擊斃巡勇及水兵多人[1]:74。
- 6月4日——周馥電外務部，告以孫中山、鄧子瑜住香港，「招引香港匪徒，入內地勾引亂民滋亂」，請求密商英公使轉電英政府，飭港督速將孫、鄧逐出，以保中外治安[1]:74。
- 6月5日——孫中山函張永福，告以廣東全省風動，粵事機局宏遠，大有可為，請其「力任義務，以相協助」；惠州七女湖起義軍進攻泰尾，越二日克楊村；外務部照會日公使林權助，東三省日兵業已撤退，其鐵路界外之軍線電局，請一律撤去[1]:74。
- 6月7日——孫中山電日人平山周，兩廣義師已分道並起，盼資助械款，並指示滙款運械之聯絡辦法[1]:74。
- 6月8日——惠州七女湖起義軍進至柏塘，各鄉會黨紛紛來會，聲勢大振；周馥電外務部，告以孫中山已到河內，要求「迅商法使，飭查驅逐」[1]:74。
- 6月10日——「女子復權會」機關刊物《天義報》（半月刊）在東京創刊，此係近代中國最早之無政府主義刊物，劉師培負實際責任；兩廣總督岑春煊奏，擬預備立憲階段，設資政院及諮議局，清廷論內閣各部院會議具奏，其外省設諮議局各節，各省督撫妥議具奏；「日法協約」在巴黎簽訂，「維持兩締約國在亞洲大陸各自之地位與權利」，互相承認兩國在華之權利與勢力範圍[1]:74-75。
- 6月11日——中國同盟會香港分會派劉師復謀炸廣東水師提督李準，炸彈在寓所不慎爆炸，劉被捕入獄[1]:75。
- 6月12日——惠州七女湖起義軍林旺所部於八子爺截擊清軍管帶洪兆麟，所部死傷甚眾，旋因廣東水師提督李準部增援，起義軍寡不敵眾，被迫於梁化墟附近宣布解散；灤州煤礦有限公司成立，官督商辦，資本300萬兩，後改名「北洋灤州官礦有限公司」[1]:75。
- 6月13日——日俄於聖彼得堡訂立滿洲鐵路條約，規定南滿鐵路與東清鐵路聯接之處[1]:75。
- 6月14日——孫中山電日本同志平山周訂購械彈[1]:75。
- 6月15日——外務部電查辦藏事大臣張蔭棠，自藏赴印會議中英通商章程[1]:75。
- 6月17日——端方電瑞澂，告以孫中山「在外洋私購軍械，擬欲偷運回國」，「意圖五六月起事」，要求嚴密搜查到上海各輪，發現形迹可疑者，立即捕獲，從嚴懲辦，並密電公共租界會審公堂讞員至江寧，會商查拿革命黨；清廷以軍機大臣、協辦大學士、外務部尚書瞿鴻禨「徇私溺職」命開缺回籍，朝野為之震動，是為清末「丁未政潮」[1]:75-76。
- 6月18日——外務部電雲貴總督廣西巡撫，嚴防孫中山由河內雲南；清廷以呂海寰為外務部尚書，善耆為民政部尚書[1]:76。
- 6月19日——清廷實授吏部尚書鹿傳霖為軍機大臣，以陸潤庠為吏部尚書，慶親王奕劻請開去軍機大臣要差，着毋庸議[1]:76。
- 6月21日——清廷命湖廣總督張之洞為協辦大學士；民政部奏請由修律大臣厘定民律，頒布施行[1]:76。
- 6月22日——光復會會員陳伯平偕馬宗漢由安慶抵上海購買武器，不幾日，秋瑾從杭州抵達上海，告知陳伯平浙江會黨有敗露迹象，約定7月6日同時起事；吳稚暉、李石曾、張靜江等在巴黎創辦《新世紀》（周刊）雜誌，宣傳無政府主義，至1910年5月21日停刊，共出版121號；清廷命商約大臣盛宣懷在上海與各國續議商約[1]:76。
- 6月25日——雲貴總督錫良電告外務部，「查孫（中山）已潛往新加坡，自未入滇，惟早遣黨分赴廣東等處，自應嚴密查拿，以消隱患」[1]:76。
- 6月26日——學部奏派張謇、王先謙等為江蘇、湖南等省學務公所議長[1]:77。
- 6月27日——英國外相令英公使朱爾典向清政府抗議查辦藏事大臣張蔭棠非法干涉藏事，忽視條約[1]:77。
- 6月29日——京奉鐵路全線通車，全長650公里[1]:77。

### 7月
- 7月1日——浙江武義黨案發，秋瑾自紹興發布五月二十六日起義命令，事泄，知縣急報浙撫求援，清兵搜出會黨名冊，牽連大通學堂及金華等地會黨，黨人聶李唐等死難；光復會會員葉仰高在上海被捕，供出該會部分會員別名或暗號[1]:77。大連關及安東關正式開埠[1]:78。
- 7月5日——光復會會員陳伯平、馬宗漢由上海抵達安慶，即與徐錫麟密議，言秋瑾定二十六日起事，請踐約同舉，遂決定於翌日安慶巡警學堂舉行畢業典禮時起義，當夜徐錫麟、陳伯平分別草擬起義文告，陳草擬《光復軍告示》，以「光復漢族，翦滅滿夷」相號召[1]:78。
- 7月6日——徐錫麟安慶之役，上午安慶巡警學堂舉行畢業典禮，安徽巡撫恩銘等到堂，典禮開始徐錫麟拔槍擊斃恩銘，隨即喝令學生整隊出校，進攻軍械所，旋與清軍激戰數小時，陳伯平犧牲，徐錫麟、馬宗漢等被捕，徐錫麟當晚遇害，起義即告失敗；安徽藩、臬兩司電告端方，將徐錫麟立予正法，剖心致祭[1]:78。
- 7月7日——紹興知府貴福得劣紳胡道南密告秋瑾、竺紹康等私藏軍火，是日赴杭州面告浙江巡撫張曾敭請兵往大通學堂掩捕；清廷為實行憲政之預備，諭內閣變更外省官制，改各省按察使為提法使，增設巡警、勸業道缺，裁撤分守分巡各道，酌留兵備道，分設審判廳，增易佐治員，由東三省先行開辦，直隸、江蘇擇地試辦，其餘各省分年分地請旨辦理，統限15年內一律通行；御史趙炳麟奏請遵祖訓，以消黨禍而延國運，令京朝各部院及直隸總督書之匾額，竪於衙署，俾觸目驚心，預防流弊[1]:78。
- 7月8日——清廷就徐錫麟安慶舉義事諭令兩江總督端方妥為布置，散脇擒渠，電寄沿江各省督撫嚴密防範，以弭隱患[1]:78-79。清廷以馮煦為安徽巡撫；中俄兩國在北京互換《北滿洲稅關試辦章程》[1]:79。
- 7月9日——浙江巡撫張曾敭飭屬緝拿徐錫麟父母家屬，查抄其家產，並將大通學校及明道女學校一律封禁拿人，教員學生被殺者二人，逮捕者13人[1]:79。
- 7月10日——清廷令安徽布政使吳引孫為福建布政使，福建布政使連甲為安徽布政使，福州將軍崇善因病解職，以鑲黃旗蒙古都統特圖慎為福州將軍[1]:79。
- 7月11日——徐錫麟之弟徐偉在九江被捕，安徽省司道即派「南琛」兵輪迎歸案訊辦[1]:79。
- 7月12日——秋瑾指揮大通學堂學生掩藏槍彈，焚毁名冊，疏散學生及辦事人員，待王金發嵊縣兵到，再圖舉事；清廷命李家駒充出使日本大臣兼留學生監督；御史趙炳麟奏劾袁世凱權重勢高，並引年羹堯為比[1]:79。
- 7月13日——王金發從嵊縣抵達紹興，同秋瑾商定於7月18日統軍襲紹城，下午清兵進入紹興，貴福率兵包圍大通，秋瑾被捕[1]:79。
- 7月15日——秋瑾就義於紹興軒亭口[1]:80。
- 7月17日——梁啟超致函康有為，稱革命黨之勢力，在東京已銷聲匿迹，孫中山亦被驅逐出境，「今巢穴已破，吾黨全收肅清克復之功，自今以往，決不復能為患矣。吾黨今後但以全力對待政府，不必復有後顧之憂」[1]:80。
- 7月21日——安徽巡撫馮煦電兩江總督端方，請通緝徐錫麟案之革命黨方世鈞、沈鈞業、陶成章、陳志軍、龔味蓀、陳德稿、徐振漢（徐錫麟之妻王氏改名）等人，以遏亂萌[1]:80。
- 7月22日——浙江留日全體學生電浙江巡撫張曾敭，略謂皖案慘戮株連，顯背去年旨諭，挑撥禍端，為大局危，乞公三思[1]:80。
- 7月23日——清廷授協辦大學士張之洞為大學士，仍留湖廣總督任，以鹿傳霖為協辦大學士；張之洞奏准於湖北省城設立存古學堂，以保國粹而息亂源[1]:80。
- 7月26日——清廷以山東提學使朱益藩為京師大學堂總監[1]:80。
- 7月27日——清廷以孫家鼐為武英殿大學士，世續為文淵閣大學士，那桐為東閣大學士，張之洞為體仁閣大學士[1]:80。
- 7月28日——袁世凱奏請趕緊實行預備立憲，條陳管見十事，其要旨為：建政府、設資政院、辦地方自治、普及教育、融化滿漢界限；袁世凱奏請簡派明達治體之大臣，分赴德國日本會同出使大臣考察憲法，並請簡擇王公近支聰穎特出者遣赴英國德國學習政治兵備，助預備立憲之施行[1]:81。
- 7月29日——張靜江至香港，晤胡漢民、馮自由，補行入中國同盟會手續[1]:81。
- 7月30日——出席海牙保和會專使陸徵祥、出使荷蘭大臣錢恂電外務部，請代奏再行確實宣布立憲宗旨；《日俄協定》與《日俄密約》同時在聖彼得堡簽訂，宣布尊重彼此在中國之權利，劃分在南北滿勢力範圍，俄承認日在朝鮮之地位，日承認俄在外蒙之利益[1]:81。

### 8月
- 張百祥、焦達峰等在東京成立革命團體「共進會」，張百祥任會長[1]:84-85。
- 葉景葵等在漢口設立揚子江機器制造股份有限公司，經營機器制造鋼鐵器具，資本銀118萬兩[1]:85。
- 8月6日——軍機處以安徽巡撫被戕事，電湖廣總督張之洞，嚴防「沿江各省匪徒」，以弭隱患[1]:81。
- 8月7日——湖廣總督張之洞以革命黨各處橫行，人心惶擾，奏請特頒諭旨，化除滿漢畛域，令內外各衙門詳議切實辦法，迅速奏請核定施行，以靖人心，而伐逆謀[1]:81。東三省總督徐世昌、奉天巡撫唐紹儀與駐奉天美總領事司戴德簽訂備忘錄，由哈利曼投資修建新（民屯）法（庫）鐵路，旋因美金融恐慌，改請英商投資，8月12日日代公使阿部守太郎（日语：阿部守太郎）就此事照會外務部，提出抗議[1]:82。
- 8月10日——清廷電張之洞迅速到京陛見，湖廣總督着李岷琛暫行護理[1]:82。
- 8月11日——御史趙炳麟奏組織內閣宜確定責任制度，以為立憲之精神；郵傳部奏稱京漢鐵路與比公司借款籌辦，利權外溢，擬限明年十二月以前退還洋款收回；郵傳部奏准改津榆鐵路為京奉鐵路，派施肇基會辦；江南水師提督程文炳奏報，巡閱長江各營，為安徽戕殺巡撫事赴安徽協同防捕[1]:82。
- 8月12日——清廷以河南巡撫張人駿為兩廣總督，兩廣總督岑春煊着開缺安心調理，以林紹年為河南巡撫，未到任以前，由袁大化護理[1]:82。
- 8月13日——清廷諭內閣，改考察政治館為憲政編查館，所有軍機大臣大學士參預政務大臣會議事宜，改由內閣辦理[1]:82。
- 8月14日——清廷調吳引孫為湖南布政使，尚其亨為福建布政使；日、俄兩國公使同赴外務部，宣布《日俄協定》內容[1]:82。
- 8月17日——外務部電知出使法國大臣劉式訓、出使日本大臣楊樞，《日法協約》內所稱中國地面，中國自有保護和平、維持秩序之責，他國不應干預[1]:82-83。東三省總督徐世昌奏請奉省速行開放政策，使成為各國通商重鎮，並大借外債，為銀行、鐵路、開礦、墾荒之用[1]:83。
- 8月18日——《英俄協約》在聖彼得堡簽訂，該約由「波斯條款」、「阿富汗條款」及「西藏條款」三件組成，關於西藏條款，兩國均認中國在西藏有宗主權，尊重西藏領土之完整，不干涉其內政[1]:83。
- 8月19日——日本借口保護流寓延吉之韓人，即由駐韓統監府派日本憲兵及韓國警察越境侵入延吉地方，是日日代公使阿部守太郎就此事照會外務部[1]:83。
- 8月20日——中國同盟會之《中興日報》在新加坡創刊，田桐、王斧任編輯，胡漢民撰寫發刊詞[1]:83。
- 8月21日——清廷以南洋華僑商會成立，派楊士琦往南洋各埠考察商務，獎勵華僑回國投資，並飭地方官妥為保護[1]:83。
- 8月22日——中德在濟南簽訂《華德採礦公司勘辦山東五處礦務合同》[1]:83。
- 8月23日——孫中山自河內函張永福、陳楚楠，在新加坡籌款萬餘元支援潮惠，再圖大舉[1]:83。
- 8月24日——安慶徐錫麟起義之革命黨人馬宗漢在安慶獄前就義；清廷命張蔭棠為全權大臣，與英國議藏印通商章程；清廷電召直隸總督袁世凱入京陛見，8月30日袁入京[1]:83。外務部照會日駐京代公使阿部守太郎，聲明延吉為中國領土，來照所稱統監府派員一節，中國斷難允認[1]:84。
- 8月27日——外務部照會駐京日公使，要求撤回延吉日軍[1]:84。
- 8月29日——陸軍部奏報擬定《陸軍三十六鎮，按省分配限年編練章程》，規定除近畿四鎮、直隸兩鎮業經編定外，江蘇、湖北各兩鎮，山東、山西、陝西、新疆各一鎮，四川三鎮，限三年；江北、安徽、江西、河南、湖南、熱河各一鎮，限四年；廣東、雲南、甘肅各兩鎮，廣西、貴州各一鎮，限五年；浙江、福建、奉天、吉林、黑龍江各一鎮，限二年，一律編練足額；清廷從之[1]:84。
- 8月31日——留日學生張繼、劉師培在東京發起成立「社會主義講習會」，此係中國最早之無政府主義組織，出席者有日人幸德秋水等90餘人，該會係張繼、劉師培等不滿於孫中山之美國式民主主義而組成[1]:84。

### 9月
- 9月3日——中國同盟會防城之役，中國同盟會會員王和順奉孫中山命率革命軍二三百人於廣東欽州府屬之王光山起義，以「中華民國南軍都督」名義發表《告粵省同胞書》、《招降滿洲將士布告》[1]:85。
- 9月4日——清廷命外務部尚書呂海寰開缺，充會辦稅務大臣，以直隸總督袁世凱為外務部尚書；任大學士張之洞、外務部尚書袁世凱為軍機大臣[1]:85。
- 9月5日——王和順率起義軍攻占欽州府屬之防城，生擒知縣誅之，鄉民攜械從軍者甚眾，當日即轉攻欽，冀郭人漳率部響應；清廷以山東巡撫楊士驤署直隸總督，山東布政使吳廷斌署山東巡撫，調四川總督趙爾巽為湖廣總督，以江蘇巡撫陳夔龍為四川總督，調浙江巡撫張曾敭為江蘇巡撫，以陝西布政使馮汝騤為浙江巡撫，未到任前以浙江布政使信勤暫署[1]:85。
- 9月6日——出使奧國大臣李經邁以母病解職，命外務部右丞雷補同充出使奧國大臣[1]:86。
- 9月9日——王和順率起義軍500人抵欽州城下，郭人漳內應不成，起義軍不得入城，遂改趨靈山；清廷命護理兩廣總督胡湘林督飭各軍迅速剿辦防城起義軍，並着張鳴岐會商合力防剿；清廷任外務部右侍郎汪大燮、學部右侍郎達壽、郵傳部右侍郎于式枚分別充任出使英國、日本、德國考察憲政大臣；察哈察都統誠勳奏請改察哈爾、綏遠、熱河為行省，分設總督、巡撫各員，其張家口並先行自開商埠[1]:86。
- 9月10日——清廷令將貴州布政使興祿即行革職，遺缺以貴州按察使松堮繼之[1]:86。
- 9月12日——王和順率起義軍進攻靈山，遭清軍截擊，9月14日王率20餘人入安南，殘部退向三那；中英代表在印度西姆拉開議藏印通商章程[1]:86。
- 9月13日——孫中山致函宮崎寅藏，告以防城起義，革命軍一舉破城，「現時弟欲急籌妥軍餉、軍械、外交等事，始入內督師」，表示自此不再信任平山周、北一輝、和田等，關於日本之運動，請宮崎一人全權辦理，中國同盟會本部、民報社中人，均不必與之商議，同日孫中山委任宮崎寅藏在日本全權辦理籌資購械，接濟革命軍；留日學生總會電軍機處、外務部，日俄法協約成立，將有瓜分之禍，日本強爭間島（延吉），實其先導，請萬勿讓步[1]:86。
- 9月15日——查辦藏事大臣張蔭棠與英國代表擬定《藏印通商章程》22條，是日電外務部核定[1]:87。
- 9月17日——防城起義軍在三那宣布解散，由梁建葵率數百人退入十萬大山，徐圖再舉[1]:87。
- 9月18日——清廷以防城失守，諭軍機大臣電寄兩廣總督張人駿查明駐防衡軍為革命軍內應事，並仍着督飭各軍分路追剿；署黑龍江巡撫程德全奏請創設國會[1]:87。
- 9月19日——外務部以日本派齋藤中佐統帶日兵及朝鮮巡兵300人，駐扎六見溝（屬延吉廳）一帶，電出使日本大臣楊樞轉商日外部派員會勘延吉邊界，並撤退駐軍[1]:87。
- 9月20日——清廷諭內閣設資政院，着派溥倫、孫家鼐充該院總裁，着該總裁會同軍機大臣妥慎擬訂詳細院章，請旨施行[1]:87。
- 9月21日——清廷命大學士張之洞管理學部事務[1]:88。
- 9月23日——清廷任前刑部左侍郎伍廷芳充出使美、墨、秘、古國大臣，吉林哈爾濱道薩蔭圖充出使俄國大臣[1]:88。
- 9月24日——清廷以日兵越占邊界，賞前郵傳部右丞陳昭常副都統銜，前往吉林延吉廳與日本會勘界務[1]:88。
- 9月25日——都察院奏請改都察院為國議會，以立下議院基礎；中英互換《藏印通商章程》擬稿[1]:88。
- 9月26日——法部派麥鴻鈞至日本考察審判制度，及監獄改良事件[1]:88。
- 9月27日——清廷詔裁旗餉，將原有馬廠莊田，分別計口撥給旗丁耕種，不足則添購民田給之；歸農以後，丁糧詞訟統歸有司治理，與齊民無異[1]:88。
- 9月28日——日代公使阿部守太郎請求購湘米100萬石接濟日本水災，清廷允協濟30萬石[1]:88。
- 9月29日——陸軍部奏准建設軍官學堂[1]:89。

### 10月
- 10月1日——孫中山致函何佩瓊，特派汪精衛、黃龍生、劉岐山三人來西貢、堤岸兩埠，設法速籌巨款，接濟軍需；清廷通諭調和民教，着各省督撫迅將中國與各國所定約章內傳教各條，分發所屬各官，隨時剴切曉諭，使民教各安本身，化除忿嫉[1]:89。
- 10月3日——清廷以江蘇布政使陳啟泰署江蘇巡撫[1]:89。
- 10月4日——清廷命寧夏將軍色普增額開缺，以前盛京將軍增祺為寧夏將軍[1]:89。
- 10月5日——清廷諭陝西巡撫曹鴻勛開缺，另候簡用，以恩壽調補陝西巡撫，張曾敭調補山西巡撫[1]:89。
- 10月6日——給事中忠廉等奏，立憲政體宜特設下議院，不可以都察院更改[1]:89。
- 10月7日——政聞社機關報《政論》創刊於上海，月刊，蔣觀雲主編，梁啟超於創刊號發表宣言書，詳述該社成立原因，提出該社所持之主義4條：一、實行國會制度，建立責任政府；二、厘訂法律，鞏固司法權之獨立；三、確立地方自治，正中央地方之權限；四、慎重外交，保持對等權利[1]:89-90。吉林自治會簡章公布執行，會長仍為松毓，副會長為慶山，該會編輯《自治報告書》，月出三冊，1908年6月《自治報告書》（第七期）改名《公民日報》發行[1]:90。
- 10月8日——孫中山致函鄧澤如，告知欽州、防城起義情形，並指示籌款事宜；浙江提學使支恆榮為大通學堂秋瑾密謀起事案，札飭各府縣偵拿革命黨人；美國陸軍部長塔虎脫抵達上海，在上海紳商歡迎大會上重申美國對華門戶開放政策[1]:90。
- 10月9日——外務部以日兵官齋藤在延吉六道溝舉動愈形強橫，電令出使大臣楊樞商日外部禁止，將憲兵巡警撤回，並否認間島名目[1]:90。
- 10月12日——孫中山自日本秘密購械運粵，謀作起義之用，由日輪「幸運丸」運抵廣東汕尾（海豐縣屬），因被清軍巡邏艇偵知，未克起卸，「幸運丸」乃駛香港[1]:90-91。
- 10月13日——日輪「幸運丸」抵香港，馮自由急邀胡漢民及日人萱野長知等人開會，決定擇定惠州平海卸械，與岸上黨人聯絡圖大舉，旋因日駐港代理領事知悉「幸運丸」運械事，乃飭該船速離港，計劃又告失敗；清政府議准東三省總督徐世昌先借外債千萬，辦理東三省新政[1]:91。
- 10月14日——署黑龍江巡撫程德全奏呈統籌西北全局策六條，仍以改行省為變通之計，興交通為根本之圖，先籌巨款以定方針，儲邊才以圖宏濟[1]:91。
- 10月15日——浙江興業銀行在上海設立，資本總額4億元，旋於杭州、南京、漢口、天津、北京及鄭州等地設分行[1]:91。
- 10月16日——滬寧鐵路上海至鎮江段通車[1]:91。
- 10月17日——政聞社在東京開成立大會，該社發起人梁啟超登台演說，鼓吹君主立憲，遭中國同盟會會員張繼等人毆打，會場亦遭破壞[1]:91。
- 10月19日——孫中山為防城起義事，致函日人宮崎寅藏，請接濟革命軍餉械[1]:92。
- 10月22日——清廷以革命黨人於防城起義，命署廣東提督秦炳直馳往欽、廉辦理清剿事宜[1]:92。
- 10月23日——署黑龍江巡撫程德全奏請創設殖務部，專管東三省、內外蒙古及新疆、伊犁、西藏各行省[1]:92。
- 10月25日——清廷以外務部奏日本水災乞籴，諭令江南安徽江西共運米30萬石，湖北湖南兩省共運米30萬石，妥速辦理[1]:92。
- 10月26日——《政治官報》在北京創刊，此係清廷為預備立憲而刊行，由憲政編查館開辦；湖北按察使梁鼎芬奏劾奕劻、袁世凱貪私誤國，徐世昌、楊士驤、陳夔龍等夤緣比附，清廷詔以其摭拾空言，有意沽名，傳旨申斥[1]:92。
- 10月30日——郵傳部奏正太鐵路工竣，全長242公里，派鐵路提調梁士詒驗收[1]:93。
- 10月31日——英代表戴諾於中英藏印商約會議提出第二次草約16條，要求約中以中、英、藏三方並列，堅持英藏直接交涉[1]:93。

### 11月
- 11月1日——清廷命處分防城失事之官吏，仍着張人駿會商秦炳直妥籌剿撫欽廉革命黨人，務期盡絕根株[1]:93。
- 11月3日——外務部就俄公使璞科第稱黑龍江東岸六十四屯，條約實係俄界，無從歸還一事，電咨東三省總督徐世昌確查核辦[1]:93。
- 11月6日——四川中國同盟會會員余英、謝奉琦、熊克武等謀於11月14日慶賀西太后生日之際舉義於江安、瀘州，預定先在江安發難，再直趨瀘州，因制造炸彈不慎爆炸，起義提前舉行，為江安清吏偵知，是日江安起義未發而敗，瀘州起義遂未發而止[1]:93。
- 11月9日——清廷調西安將軍恩存為荊州將軍，以正白旗蒙古副都統鳳山為西安將軍[1]:94。
- 11月10日——外務部照會法公使巴思德，請飭越南官員驅逐孫文黨羽[1]:94。
- 11月12日——孫中山在河內接「日本來函必欲派一人回東，以維報局，而固人心」，乃與黃興、胡漢民詳議，決定派汪精衛赴東京處理《民報》事，是日孫致汪電，告此意圖，望其於年底回東京籌款[1]:94。
- 11月13日——上海集成儲蓄公司成立，總資本一億美元；湖廣總督趙爾巽電請外務部力阻日人在漢口租界外購地[1]:95。
- 11月14日——四川成都同盟會會員張培爵、余切、黃方等人謀以新軍及會黨借西太后壽辰發難，11月6日各路會黨約4,000人集中成都，分住於小天竺、安順橋、茶店子等處，「相約聞警即發」，事泄，楊維等六人被捕，時稱「六君子」[1]:95。
- 11月18日——中國同盟會防城之役領導人王和順自河內赴廣西那模同憑祥土司李佑卿聯繫，訂於是日率游勇奪取鎮南關炮台，旋因李與王意見分歧，不聽調遣，王折返河內；盛宣懷奏請將漢陽鐵廠、大冶鐵礦、萍鄉煤礦歸併為一大公司，名為漢冶萍煤鐵有限公司，定招股2,000萬元[1]:95。
- 11月20日——《新民叢報》與《民報》論戰失敗，是日停刊，該刊於1902年2月8日在日本橫濱創刊，共出96號，創辦人梁啟超[1]:95。
- 11月22日——京師各學堂學生1,800人聯名奏請拒款，清廷以學生不得干預國政，嚴行申斥[1]:96。
- 11月30日——清廷命秦炳直督飭各軍早日肅清廉欽革命軍；清廷命商約大臣盛宣懷迅速來京，預備召見[1]:96。

### 12月
- 12月1日——中國同盟會鎮南關之役，是夜革命黨人黃明堂奉孫中山命，率游勇80餘人攻關，清守兵百餘人略抗即降，次晨占領鎮南關炮台三座，附近游勇聞風響應[1]:97。
- 12月3日——孫中山偕黃興、胡漢民等自河內抵鎮南關指揮革命軍，全軍鼓舞，黃明堂奏樂歡迎；美國總統羅斯福於國會咨文中要求國會授權退還庚款，作為中國發展教育之用[1]:97。
- 12月4日——清援兵開到鎮南關，發起攻擊，革命軍反攻，孫中山、黃興親臨陣地參戰，日人池亨吉（孫中山英文秘書）同行[1]:97。
- 12月5日——清軍參將陸榮廷派人持函登鎮南關炮台，稱願率600人投效革命軍，孫中山讀函後和黃明堂等商議，決定覆函陸榮廷，使為內應，當晚孫中山、黃興等下山回安南河內籌款購械[1]:97。
- 12月7日——清廷以廣西鎮南關右輔山炮台失守，命廣西巡撫張鳴岐交部議處，着即督飭各路統將協力進攻，即日克復，並責成龍濟光統率前敵各營奮力圖功[1]:97。
- 12月8日——鎮南關起義失敗，革命軍與清兵相持七畫夜，傷亡敵兵數百名，終以軍火不繼，寡不敵眾，於是夜棄台，退入安南；郵傳部奏請設立交通銀行，官商合辦，股本銀500萬兩，並派李經楚、周克昌分充銀行總、協理[1]:98。
- 12月9日——孫中山在安南與一法國銀行家洽談，由該行在法代募軍債2,000萬元，於占領龍州之日交付第一批款項，是晚獲悉炮台失守，談判遂即中止[1]:98。
- 12月10日——清廷命廣西巡撫張鳴岐仍督飭龍濟光等擇道分兵，相機合攻鎮南關革命軍，如邊事逾緊，應責成廣西巡撫親赴前敵，督率防剿[1]:98。
- 12月11日——清廷以鎮南關右軍山炮台業經克復，傳諭嘉尚張鳴岐，賞給陸榮廷「捷勇巴圖魯」名號，在事兵弁由廣西藩庫撥賞銀2萬兩，以資鼓勵[1]:98。
- 12月12日——孫中山發給日本友人池亨吉證明信，授予其全權執行為中國革命事業籌款事宜，並為同一目的募集糧秣和軍需品[1]:98。
- 12月13日——張人駿電奏廣東欽廉起義革命黨人劉淵明已被拿獲，黨人黃世欽被擊斃，餘黨已散[1]:98。
- 12月15日——「政聞社」在東京開會歡迎該社總務員馬良（相伯），並決定將本部遷設上海[1]:98。
- 12月16日——孫中山致函鄧澤如，告以派汪精衛赴河內、海防、西貢、新加坡、暹羅各埠會見同志，報告軍事，勸募軍需，今汪精衛與鄧子瑜同赴庇能、吉隆坡及各州府，與諸同志面商，設法速籌巨款，接濟軍需[1]:99。
- 12月18日——駐藏辦事大臣聯豫遵旨覆奏西藏地方不宜驟設行省，駐藏大臣名目不可忽改總督巡撫[1]:99。
- 12月21日——中國同盟會庇朥埠分會成立，鄧澤如為會長[1]:99。
- 12月26日——孫中山自河內為汕尾運械事件致萱野長知書慰勞，並囑「幸運丸」軍械再度運來澳門附近海面，以商議再求他舉之計劃[1]:99。